# Heddie Nieuwdorp
Hedda Josephius Nieuwdorp, detto Heddie (Middelburg, 28 marzo 1956), è un ex ciclista su strada olandese.
Professionista dal 1980 al 1986, ottenne una sola affermazione da professionista, una tappa della Vuelta a España 1981. Fra i suoi piazzamenti vanno ricordati il secondo posto al Ronde van Limburg 1981, il quinto all'E3 Prijs Harelbeke 1983 e il terzo alla Freccia Vallone 1984. Nel 1980 ottenne un secondo ed un quinto posto di tappa al Tour de Suisse.

## Palmarès
- 1981 (HB Allarm System, una vittoria)

5ª tappa Vuelta a España (Cáceres > Mérida)
- 1988 (Dilettanti, una vittoria)

Ronde van Midden-Zeeland

### Altri successi
- 1977 (Dilettanti, due vittorie)

Criterium di Hulst
Criterium Koewacht
- 1979 (Dilettanti, tre vittorie)

Criterium di Lamswaarde
Criterium Koewacht
Criterium Axel
- 1980 (HB Allarm System, una vittoria)

Criterium di Kwadendamme
- 1982 (Splendor, una vittoria)

Grote Kermiskoers - Criterium di Kruiningen
- 1984 (AVP-Viditel, due vittorie)

Internternationaal Pinkstercriterium - Criterium di Kloosterzande
Criterium di Valkenburg aan de Geul
- 1987 (Dilettanti, otto vittorie)

Criterium di Yerseke
Criterium Kwadendamme
Criterium Kruiningen
Criterium Tholen
Criterium Middelburg
Criterium Nieuw-NamenTholen
Criterium Middelburg
Criterium Nieuw-Namen
- 1988 (Dilettanti, vittorie)

Criterium di Yerseke
Criterium Kloosterzande

## Piazzamenti

### Grandi Giri
- Vuelta a España

1980: ritirato
1981: 47º
1982: 67º

### Classiche monumento
- Liegi-Bastogne-Liegi

1984: 26º

### Competizioni mondiali
- Campionati del mondo

Sallanches 1980 - In linea: ritirato